# Lex Krupp
Die Lex Krupp (Erlaß des Führers über das Familienunternehmen der Firma Fried. Krupp) war ein von Adolf Hitler am 12. November 1943 erlassener Führererlass (Reichsgesetzblatt I S. 655), der die Fried. Krupp AG von einer Kapitalgesellschaft in eine Personengesellschaft mit besonders geregelter Nachfolge umwandelte.

## Geschichte
Die Lex Krupp ging auf das persönliche Betreiben der Familie Krupp bei Hitler zurück, die in engem Kontakt zu diesem stand; so traf sich Gustav Krupp von Bohlen und Halbach allein in den Jahren 1934 bis 1940 zehnmal mit Hitler. Mit der Lex Krupp wurde Bertha Krupp von Bohlen und Halbach ermöglicht, das gesamte Konzernvermögen auf ihren Sohn Alfried allein (unter Ausschluss seiner pflichtteilsberechtigten Geschwister) zu übertragen. Damit wurde eine Rechtslage herbeigeführt, die im Wesentlichen vergleichbar ist mit einem Familienfideikommiss. Ein Fideikommiss konnte nach der damals geltenden Rechtslage nicht neuerrichtet werden.
Mit Wirkung vom 15. Dezember 1943 wurde die seit 1903 bestehende Aktiengesellschaft während der letzten Aufsichtsratssitzung in eine Personengesellschaft umgewandelt, deren Alleineigentümerin Bertha Krupp von Bohlen und Halbach umgehend ihren ältesten Sohn Alfried als ihren Nachfolger bestimmte und ihm alle Firmenanteile überschrieb.
Mit Wirkung vom 29. Dezember 1943 wurde Alfried als Sohn von Bertha geb. Krupp und Gustav von Bohlen und Halbach von Adolf Hitler mit Hilfe der Lex Krupp ermächtigt, ebenfalls Krupp vor seinen Namen zu stellen. Aus dem Standesamtsregister Essen-Bredeney ist ersichtlich, dass die Berichtigung am 17. Juni 1944 erfolgte. Alle übrigen Nachkommen von Gustav Krupp von Bohlen und Halbach durften nicht Krupp im Namen führen.

## Volltext
Erlaß des Führers über das Familienunternehmen der Firma Fried. Krupp. Vom  12. November 1943.
Die Firma Fried. Krupp hat sich als Familienunternehmen in 132 Jahren überragende, in ihrer Art einzige Verdienste um die Wehrkraft des deutschen Volkes erworben. Es ist daher mein Wille, daß sie als Familienunternehmen erhalten bleibt. Zu diesem Zwecke bestimme ich:
I. Der Inhaber des Kruppschen Familienvermögens wird ermächtigt, mit diesem Vermögen ein Familienunternehmen mit besonders geregelter Nachfolge zu errichten.
II. Die Errichtung des Familienunternehmens und seine Satzung sind gerichtlich oder notarisch zu beurkunden. Die Satzung bedarf meiner Genehmigung, die durch den Reichsminister und Chef der Reichskanzlei einzuholen ist.
III. Der jeweilige Inhaber des Unternehmens führt den Namen Krupp vor seinem Familiennamen.
IV. Der Reichsminister der Finanzen wird ermächtigt, im Einvernehmen mit dem Reichsminister und Chef der Reichskanzlei die mit der Gründung des Familienunternehmens zusammenhängenden Abgaben sowie die künftige Besteuerung des Unternehmens und die durch den Tod eines Inhabers oder den Übergang der Inhaberschaft auf einen anderen Inhaber entstehende Erbschafts-(Schenkungs-)steuer im Sinne dieses Erlasses zu regeln.
V. Der Reichsminister der Justiz und der Reichswirtschaftsminister können - jeder für seinen Geschäftsbereich und, soweit erforderlich, gemeinsam - im Einvernehmen mit dem Reichsminister und Chef der Reichskanzlei die zur Durchführung und Ergänzung erforderlichen Vorschriften im Verwaltungswege erlassen.
Führer-Hauptquartier, den 12. November 1943.
Der Führer
Adolf Hitler
Der Reichsminister und Chef der Reichskanzlei
Dr. Lammers